# ILMAC
 (janvier 2012).
ILMAC un salon industriel consacré à la technologie des procédés et de laboratoire. Il se tient tous les trois ans à Bâle. MCH Group en est l'organisateur.

## Exposants
Les exposants d'ILMAC sont des  fabricants et des fournisseurs de :
- appareils de laboratoire, matériel consommable, appareils d'analyse
- installations, appareils, équipements
- chimie de spécialités et semi-produits
- technologies de l'information
- contrôle de qualité et validation

En 2010, le salon a réuni 465 exposants, dont 32,5 % d'entreprises étrangères. À noter l'important contingent de 103 exposants en provenance d'Allemagne. 

## Visiteurs
ILMAC s'adresse aux spécialistes de la technologie des processus et de laboratoire des branches suivantes : pharmacie, chimie, produits alimentaires, boissons, cosmétiques et biotechnologie. En 2010, le salon a accueilli 17 015 visiteurs professionnels, dont 39 % étaient domiciliés à l'étranger.

## Secteurs
ILMAC présente l'ensemble du processus de production dans sa branche, de la recherche-développement à la production et à l'élimination des déchets, en passant par le pilotage et l'ingénierie. 

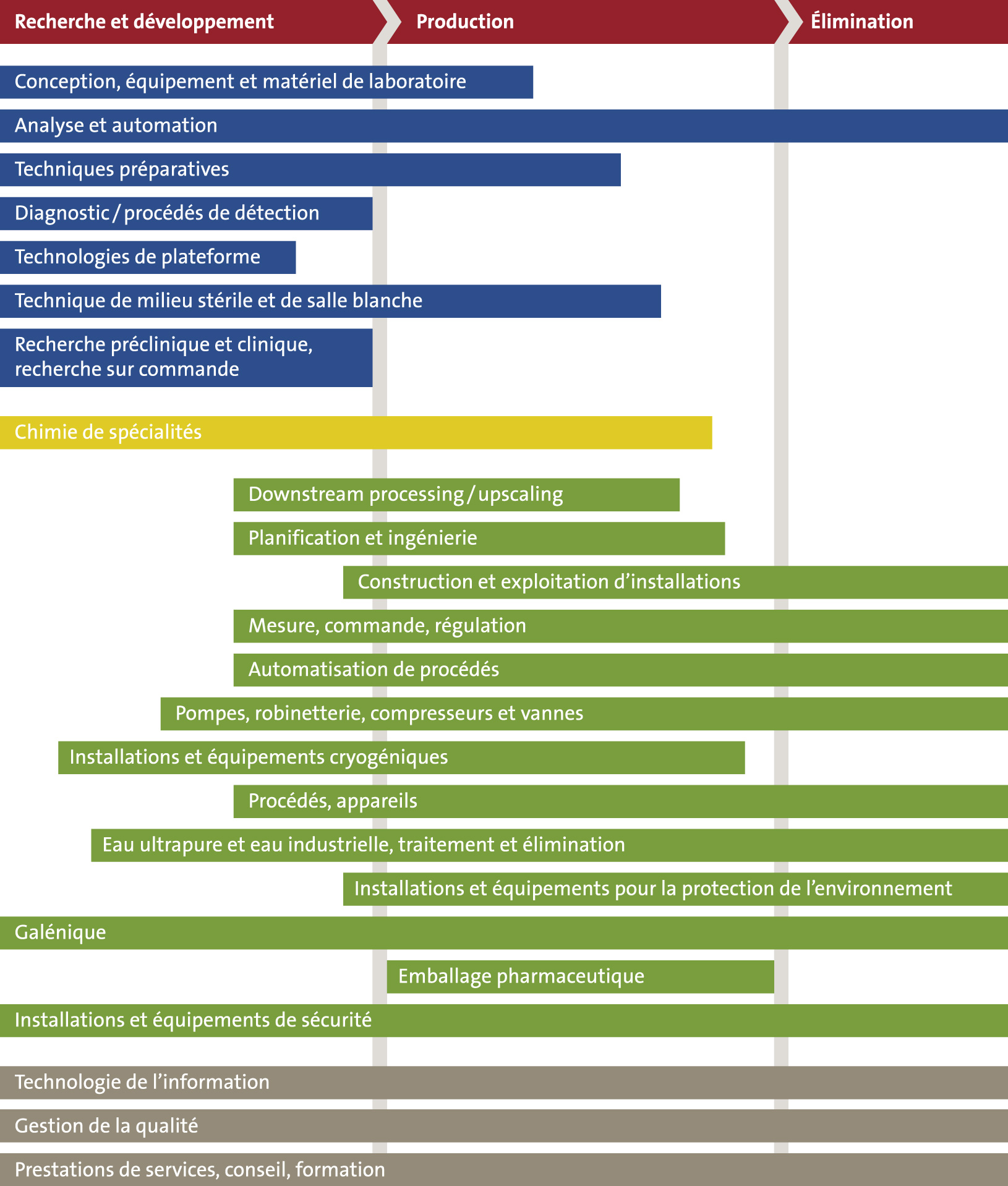
Les secteurs